# Manuel Ortiz de Zárate
Manuel Ortiz de Zárate (Como, 9 ottobre 1887 – Los Angeles, 28 ottobre 1946) è stato un pittore cileno.

## Biografia
Nato a Como come Manuel Revuelta Ortiz de Zárate Pinto,  discendeva da un'antica famiglia castigliana della provincia di Ávila ed era figlio del compositore Eleodoro Ortiz de Zárate e di Matilde Pinto Benavente e fratello minore del pittore Julio Ortiz de Zárate.
All'età di quattro anni la famiglia tornò in Cile dove studio pittura con Pedro Lira, prima di entrare all' Accademia di Belle Arti di Santiago.
All'età di 15 anni fuggì di casa e si imbarcò clandestinamente su una nave diretta in Italia, dove studiò pittura a Roma. Attratto dalla fiorente scena artistica francese, si recò a Parigi ed entrò a far parte del crescente gruppo di artisti del quartiere di Montparnasse, stringendo amicizia tra gli altri con Amedeo Modigliani, Pablo Picasso e Tsuguharu Foujita.
Manuel Ortiz de Zárate ha studiato all'École des Beaux-Arts di Parigi, sviluppando le sue abilità nella pittura di nature morte e paesaggi. Tra il 1920 e il 1940, Ortiz de Zárate espose le sue opere al Salon d'Automne e, insieme a Camilo Mori ed altri artisti cileni, contribuì a fondare il Grupo Montparnasse. 
Durante la seconda guerra mondiale rimase in Francia nonostante l'occupazione tedesca e, dopo la guerra, si recò negli Stati Uniti dove morì nel 1946 a Los Angeles.